# Infanterie-Regiment „von Manstein“ (Schleswigsches) Nr. 84
Das Infanterie-Regiment „von Manstein“ (Schleswigsches) Nr. 84 war ein von 1866 bis 1919 bestehender Infanterieverband der Preußischen Armee.
Durch seinen Aufstellungsort, die Garnisonsstandorte und den später beigefügten Namen ist das Regiment mit der Geschichte der Region Schleswig-Holstein und mit Nordschleswig im heutigen Dänemark verbunden. Besondere Bedeutung hat das Regiment in den Ortsgeschichten der Garnisonstädte Flensburg und Schleswig sowie Apenrade und Hadersleben. Zeitweise waren viele der Einwohner dieser Orte mit und für das Regiment tätig. Dementsprechend wurde auch die Prosperität und die Infrastruktur in diesen Orten von der Garnison beeinflusst.

## Geschichte
Der Verband wurde durch Kabinettsorder (A.K.O.) vom 27. September 1866 (Stiftungstag) zum 30. Oktober 1866 als Infanterie-Regiment Nr. 84 in Neiße mit drei Bataillonen errichtet. Dazu gaben die Infanterie-Regimenter Nr. 22 und 62 jeweils ihrer 13., 14., 15. Kompanie; das Infanterie-Regiment Nr. 63 seine 2. 14 und 15. Kompanie sowie das Infanterie-Regiment Nr. 23 seine 1., 14. und 15. Kompanie ab.
Ab dem 7. November 1867 führte der Verband den Namen Schleswigsches Infanterie-Regiment Nr. 84. Zum 1. April 1887 folgte eine Bereinigung der Aufstellung: Abgabe der 6. Kompanie an das Infanterie-Regiment Nr. 129, der 5. Kompanie an das Infanterie-Regiment Nr. 137. Am 10. Oktober wurde ein IV. Halb-Bataillon errichtet, welches zum 1. April 1887 an das Infanterie-Regiment Nr. 163 abgeben wurde.
Wilhelm II. bestimmte, dass der Verband ab dem 27. Januar 1889 den Namen Infanterie-Regiment „von Manstein“ (Schleswigsches) Nr. 84 zu führen hatte.

### Garnison

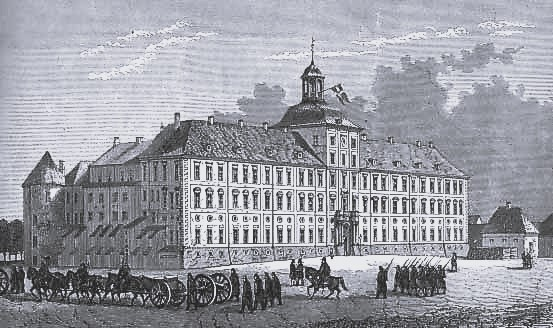
Garnison Schloss Gottorf (Stich von 1864)

- 1866: Flensburg (Lage) und Schloss Gottorf in Schleswig (Lage)Koordinaten: 54° 30′ 41,8″ N, 9° 32′ 29,4″ O
- 1867: Flensburg, Schleswig und Apenrade (Lage)
- 1871: Schleswig, Flensburg und Apenrade
- 1888: Schleswig, Flensburg und Hadersleben (Lage)
- 1891: Schleswig (I., II. Bataillon) und Hadersleben

### Deutsch-Französischer Krieg
- 14. August 1870 – Schlacht bei Colombey
- 18. August 1870 – Schlacht bei Gravelotte
- 19. August bis 27. Oktober 1870 – Einschließung von Metz
- 01. September 1870 – Schlacht von Noisseville
- 06. Oktober 1870 – Lessy (6. Kompanie)
- 03. bis 4. Dezember 1870 – Schlacht von Orléans
- 11. bis 12. Januar 1871 – Schlacht bei Le Mans

### Erster Weltkrieg
Während des Ersten Weltkriegs hatten die 84er ein Rekrutierungsbüro in der Garnison des Infanterie-Regiments „Lübeck“ (3. Hanseatisches) Nr. 162 in Lübeck.
Das Regiment machte am 1. August 1914 mobil und war vom 11. August 1914 bis zum 17. Januar 1915 an der Westfront in Belgien und Frankreich an wichtigen Schlachten beteiligt. Es folgte eine Ruhe- und Ausbildungszeit zwischen dem 9. und 26. März 1915. Den Stellungskämpfen vom 30. März bis 13. Juli folgten Ruhetage zwischen dem 14. bis 21. Juli, bevor das Regiment nach Polen an die Ostfront verlegte. Dort folgte der Einsatz in vier Schlachten in der Zeit vom 24. Juli bis zum 19. September. Die Rückverlegung nach Frankreich geschah zum Monatswechsel September/Oktober 1915. Dort blieb das Regiment bis zum Kriegsende im Einsatz. Insgesamt hatte es Verluste von 3.489 Soldaten zu beklagen.

### Verbleib
Nach Kriegsende trat das Regiment den Rückmarsch in die Heimat an, wo es ab 7. Januar 1919 demobilisiert und schließlich aufgelöst wurde. Aus Teilen bildete sich die 1. Freiwilligen-Kompanie, die im Juni 1919 in das II. Bataillon des Reichswehr-Infanterie-Regiments 18 integriert wurde.
Die Tradition übernahm in der Reichswehr durch Erlass des Chefs der Heeresleitung, General der Infanterie Hans von Seeckt, vom 24. August 1921 die 7. Kompanie des 6. Infanterie-Regiments in Eutin.

## Organisation

Fahnen des Infanterie-Regiments Nr. 84

### Unterstellung
- IX. Armee-Korps in Altona
  - 18. Division in Flensburg
    - 35. Infanterie-Brigade in Flensburg
      - Infanterie-Regiment von Manstein (1. Schleswigsches) Nr. 84
      - Füsilier-Regiment „Königin“ (Schleswig-Holsteinisches) Nr. 86 in Flensburg und Sonderburg
      - Bezirkskommando Flensburg
      - Bezirkskommando Schleswig

#### Abtretungen
- Am gab zum 1. April 1897 sein Halbbataillon zur Gründung des Infanterie-Regiments Nr. 163 ab
- Am 1. Oktober 1912 trat das Regiment eine Kompanie zur Bildung des vorläufig im Lockstedter Lager lagernde III. Bataillons des Schleswig-Holsteinischen Infanterie-Regiments Nr. 163 in Heide ab.
- Am 1. Oktober 1913 wurde eine Kompanie zur Bildung des III. Bataillons des Infanterie-Regiments „Lübeck“ (3. Hanseatisches) Nr. 162 in Eutin abgegeben.

## Regimentschef

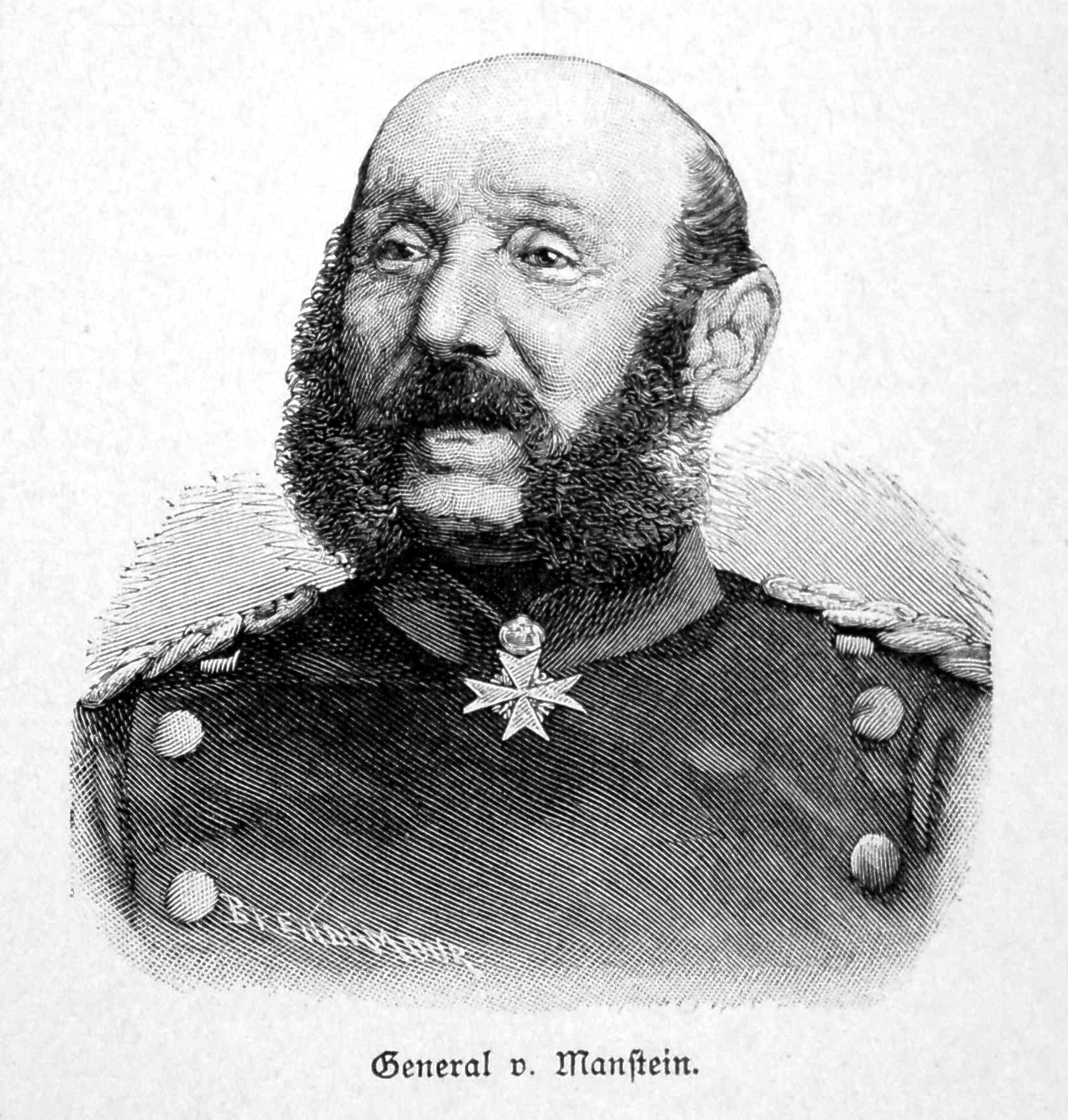
General von Manstein

Einziger Regimentschef war vom 19. Juni 1868 bis zu seinem Tod der General der Infanterie Gustav von Manstein.

## Kommandeure
| Dienstgrad            | Name                             | Datum                                                             |
| --------------------- | -------------------------------- | ----------------------------------------------------------------- |
| Oberstleutnant/Oberst | Fedor von Winckler               | 30. Oktober 1866 bis 19. September 1870                           |
| Oberstleutnant/Oberst | Rudolf von Kittlitz              | 20. September 1870 bis 10. März 1876                              |
| Oberstleutnant/Oberst | Heinrich von Hesse               | 11. März bis 17. Mai 1876 (mit der Führung beauftragt)            |
| Oberst                | Heinrich von Hesse               | 18. Mai 1876 bis 13. September 1880                               |
| Oberst                | Gustav von Henning auf Schönhoff | 23. September 1880 bis 11. März 1881 (mit der Führung beauftragt) |
| Oberst                | Gustav von Henning auf Schönhoff | 12. März 1881 bis 17. November 1886                               |
| Oberst                | Friedrich Girschner              | 18. November 1886 bis 23. März 1890                               |
| Oberst                | Alfred Brausewetter              | 24. März 1890 bis 16. Juni 1893                                   |
| Oberst                | Hermann Pachur                   | 17. Juni 1893 bis 21. März 1897                                   |
| Oberst                | Wilhelm Rasmus                   | 22. März 1897 bis 24. November 1898                               |
| Oberst                | Louis Witzell                    | 25. November 1898 bis 21. April 1902                              |
| Oberst                | Eugen Gerstenberg                | 22. April 1902 bis 17. Juni 1903                                  |
| Oberst                | Georg von Doemming               | 18. Juni 1903 bis 21. April 1905                                  |
| Oberst                | Hans Engelbrecht                 | 22. April 1905 bis 15. Februar 1907                               |
| Oberst                | August Isbert                    | 16. Februar 1907 bis 26. Januar 1911                              |
| Oberst                | Karl Stenger                     | 27. Januar 1911 bis 30. September 1913                            |
| Oberst                | Friedrich von Amelunxen          | 01. Oktober 1913 bis 17. Oktober 1914                             |
| Oberstleutnant        | Albrecht von Koeller             | 21. Oktober 1914 bis 23. August 1915                              |
| Oberstleutnant        | Hermann Delius                   | 24. August 1915 bis 1916                                          |
| Major                 | Schultz                          | 1916                                                              |
| Major                 | Viktor von der Dollen            | 04. März bis 19. August 1918                                      |
| Oberstleutnant        | Viktor von Forstner              | 20. August 1918 bis 19. Januar 1919                               |
| Oberst                | Otto von Ledebur                 | 20. Januar 1919 bis Auflösung                                     |

## Vereine
- Verein ehemaliger 84er, Regiment von Manstein, für Lübeck und Umgegend